# Andromache (Amazone)
Andromache (altgriechisch Ἀνδρομάχη Andromáchē, deutsch ‚die wie ein Mann Kämpfende‘) ist eine Amazone der griechischen Mythologie.
Ihr Name erscheint ab dem 6. Jahrhundert v. Chr. als Beischrift auf Vasenbildern, wo sie sowohl ohne Gegner, als auch im Kampf gegen Herakles oder Theseus gezeigt wird. Ihr Name gehört zu den am häufigsten anzutreffenden Amazonennamen in der Vasenmalerei. In der späteren Literatur erscheint sie als Amazone im Gefolge der Penthesilea, die im Zuge des Trojanischen Krieges vor Troja getötet wird.